# لی جی هون (بازیگر، زاده ۱۹۸۸)
این یک نام کره‌ای است؛ نام خانوادگی لی است.
لی جی هون (کره‌ای: 이지훈؛ زادهٔ ۲۹ اکتبر ۱۹۸۸) بازیگر اهل کره جنوبی است. او حرفهٔ بازیگری خود را در مجموعهٔ نوجوانانهٔ مدرسه ۲۰۱۳ آغاز کرد و نقش‌های مکمل در درام‌های خانوادگی تو بهترینی و رنگین‌کمان طلایی ایفا کرده‌است.

## فیلم‌شناسی

### فیلم
| سال  | عنوان                                                    | نقش                        |
| ---- | -------------------------------------------------------- | -------------------------- |
| ۲۰۱۲ | بازگشت مافیا                                             | رهگذر                      |
| ۲۰۱۳ | جین!                                                     | لی ته وونگ                 |
| ۲۰۱۴ | ریتم‌های بدن (فیلم کوتاه)                                 | هان اوه کی                 |
| ۲۰۱۴ | یک روز سخت                                               | افسر پلیس (حضور افتخاری)   |
| ۲۰۱۶ | مدرک بی‌گناهی                                             | جوانی کارآگاه              |
| ۲۰۱۹ | بابا زیباست                                              | کیم هیون وو (حضور افتخاری) |
| ن/م  | How to Fall in Love with the Worst Neighbor: Untact Love | دو بین                     |

### مجموعه تلویزیونی
| سال       | عنوان                              | نقش                               | شبکه      |
| --------- | ---------------------------------- | --------------------------------- | --------- |
| ۲۰۱۲      | مدرسه ۲۰۱۳                         | لی جی هون                         | کی‌بی‌اس۲   |
| ۲۰۱۳      | تو بهترینی                         | جو این سونگ                       | کی‌بی‌اس۲   |
| ۲۰۱۳      | رنگین‌کمان طلایی                    | کیم یول وون                       | ام‌بی‌سی    |
| ۲۰۱۵      | خون                                | جی                                | کی‌بی‌اس۲   |
| ۲۰۱۵–۲۰۱۶ | شش اژدهای پرنده                    | هو کانگ / لی شین جونگ             | اس‌بی‌اس    |
| ۲۰۱۶      | آیینه جادوگر                       | شاه سونجو                         | جی‌تی‌بی‌سی  |
| ۲۰۱۶      | شب پرستاره گوهو                    | هوانگ جی هون                      | سوهو تی‌وی |
| ۲۰۱۶      | درامای ویژه کی‌بی‌اس – شاتل افسانه‌ای | کانگ چان                          | کی‌بی‌اس۲   |
| ۲۰۱۶      | افسانه دریای آبی                   | هو چی-هیون                        | اس‌بی‌اس    |
| ۲۰۱۷      | زمزمه                              | جوانی چوی ایل هوان (حضور افتخاری) | اس‌بی‌اس    |
| ۲۰۱۷      | گروه خواهران                       | سول کی چان                        | اس‌بی‌اس    |
| ۲۰۱۸      | آهنگ مرگ                           | هونگ نان-پا                       | اس‌بی‌اس    |
| ۲۰۱۸      | خدمتکار تو                         | کوان جین ووک                      | کی‌بی‌اس۲   |
| ۲۰۱۹      | گو هه ریونگ مورخ تازه‌کار           | مین وو وون                        | ام‌بی‌سی    |
| ۲۰۱۹      | زن ۹٫۹ میلیاردی                    | لی جه هون                         | کی‌بی‌اس۲   |
| ۲۰۲۰      | قرار شام دو نفره                   | جونگ جه-هیوک                      | ام‌بی‌سی    |
| ۲۰۲۱      | طلوع ماه در رودخانه                | گو گون                            | کی‌بی‌اس۲   |
| ۲۰۲۲      | اسپانسر                            | لی سون وو                         | آی‌اچ‌کیو   |

### برنامه تلویزیونی
| سال       | عنوان                    | شبکه    | توضیحات      |
| --------- | ------------------------ | ------- | ------------ |
| ۲۰۱۳      | ماما میا                 | کی‌بی‌اس۲ | داور         |
| ۲۰۱۳      | پادشاه مد کره (فصل ۱)    | اس‌بی‌اس  | عضو بازیگران |
| ۲۰۱۳–۲۰۱۴ | ورلد چلنچ - اینجا می‌رویم | اس‌بی‌اس  | عضو بازیگران |
| ۲۰۲۱      | Family Register Mate     | ام‌بی‌سی  | عضو ویژه     |